# Graham Arnold
Graham Arnold (Sydney, 3 de agosto de 1963) é um ex-futebolista profissional e treinador australiano. Atualmente comanda a Seleção do Iraque. 

## Títulos

### Como treinador
Central Coast Mariners
- Championship 2012–13 e A-League: Premiership 2011–12

1. ↑  «Ex-Socceroos boss Arnold becomes Iraq coach». ESPN.com (em inglês). 9 de maio de 2025. Consultado em 10 de maio de 2025